# Resimaguina sima
Resimaguina sima är en insektsart som beskrevs av Young 1986. Resimaguina sima ingår i släktet Resimaguina och familjen dvärgstritar. Inga underarter finns listade i Catalogue of Life.